# Alphonse de Polignac
Alphonse de Polignac (27 marzo 1826 – 30 giugno 1863) è stato un matematico francese.
Nel 1849, anno in cui fu ammesso al Polytechnique, ha formulato quella conosciuta come congettura di Polignac:
Per ogni intero positivo k, ci sono infiniti intervalli tra numeri primi consecutivi di grandezza 2k.
Il caso k = 1 è conosciuto come congettura dei numeri primi gemelli.
Suo padre, Jules de Polignac (1780-1847), fu il primo ministro di Carlo X finché la dinastia dei Borboni fu deposta.